# 2788 Andenne
2788 Andenne è un asteroide della fascia principale. Scoperto nel 1981, presenta un'orbita caratterizzata da un semiasse maggiore pari a 2,5601515 UA e da un'eccentricità di 0,1001390, inclinata di 2,62217° rispetto all'eclittica.
L'asteroide è dedicato alla città belga di Andenne.